# Bourbon Shopping Wallig
Bourbon Shopping Wallig (também conhecido apenas como Wallig), é um shopping center de Porto Alegre.

## História
Inaugurado em , o Wallig está localizado na esquina Avenida Assis Brasil com a Avenida Francisco Trein e possuí uma área de mais de 200 mil metros quadrados e três mil vagas de estacionamento, sendo o maior empreendimento do Grupo Zaffari até o momento.
Além de uma variedade de lojas, ainda conta com uma academia, uma piscina de bolinhas, uma praça de alimentação com muitas opções, um complexo de oito salas de cinema, incluindo a primeira sala IMAX do estado, uma agência da Caixa Econômica Federal, uma clínica médica e também um supermercado.

## Construção
Em seu terreno operou até o início dos anos 80 a fábrica de fogões Wallig (daí o nome do shopping), e em 1995 a Cia Zaffari comprou o local para construir um novo empreendimento, que começou a ser feito em 2009. Para poder construir, os proprietários tiveram que fazer adaptações no trânsito ao redor e melhorias no entorno. 1,5 km da Avenida Grécia foram remodelados, além da pavimentação de mais 26 mil metros quadrados, e 8 mil metros de meio-fio, redes de água, esgoto e iluminação. A arrumação da Avenida Grécia era uma demanda antiga dos moradores, segundo o diretor Cláudio Luís Zaffari.

## Infraestrutura de trânsito e transporte
Foi construído um acesso subterrâneo ao estacionamento do Shopping, que passa por baixo da Avenida Grécia, no sentido Oeste-Leste. Também há a opção do estacionamento nos andares superiores, cujo acesso se dá pela Avenida Francisco Trein.
Há um ponto de táxi bem em frente à entrada principal, na Avenida Assis Brasil. Bem próximo, há um ponto de parada da avenida que atende às linhas de lotação, bem como para atender a usuários de aplicativos de transporte.
O Bourbon Wallig situa-se no meio de duas estações do corredor de ônibus da mesma avenida, entre as estações Cristo Redentor e Passo D'Areia, por onde passam diversas linhas de ônibus urbanos e metropolitanos (para os municípios de Cachoeirinha, Gravataí e Alvorada).

## Trágico incidente
Em 7 de maio de 2014, uma idosa de 81 anos foi abordada na entrada do estabelecimento por duas assaltantes, que exigiram seu celular e a compeliram a sacar cinco mil reais no caixa eletrônico e dez mil reais na agência da Caixa Econômica Federal. Conduzida por uma das criminosas, atravessaram o shopping, fizeram outros saques no total de quatro mil reais e liberaram a vítima a quatro quilômetros do local. O shopping foi condenado a indenizar a vítima.